# Extremoz
Extremoz là một đô thị thuộc bang Rio Grande do Norte, Brasil. Đô thị này có diện tích 125,665 km², dân số năm 2007 là 22995 người, mật độ 183 người/km².